# Legnotus picipes
Legnotus picipes, auch Braunrandige Erdwanze genannt, ist eine Wanze aus der Familie der Erdwanzen (Cydnidae).

## Merkmale
Die Wanzen werden 3,2 bis 4,3 Millimeter lang. Sie sind schwarz gefärbt und haben einen blass gefärbten Seitenrand am Corium der Hemielytren. Dieser reicht nur etwa bis zur Hälfte der Hemielytren. Die Art ist Legnotus limbosus ähnlich, bei der jedoch der blasse Rand des Coriums länger ist und bis nahezu zu den Membranen der Hemielytren reicht. Außerdem ist der Stirnkeil (Tylus) bei Legnotus picipes gleich lang wie die ihn begrenzenden Wangen; bei Legnotus limbosus ist er deutlich kürzer.

## Verbreitung und Lebensraum
Die Art ist in der Paläarktis weit verbreitet und kommt vom westlichen Nordafrika über Europa östlich bis in das Kaukasusgebiet und nach Sibirien vor. Sie fehlt im östlichen Mittelmeerraum. In Mitteleuropa ist die Art weit verbreitet und etwas seltener als Legnotus limbosus. Anders als diese Art ist Legnotus picipes nicht so tolerant gegenüber Feuchtigkeit und die Bevorzugung von Sandböden ist nicht so stark ausgeprägt. Man findet sie allerdings auch in deutlich trockeneren und sandigeren Lebensräumen. So ist sie in England an Küstendünen und am Rand von Heiden häufig anzutreffen. In England ist die Art selten und kommt überwiegend im Süden und Osten vor. Aus Wales gibt es nur einen einzelnen Nachweis.

## Lebensweise
Die Tiere haben eine ähnliche Lebensweise wie Legnotus limbosus und leben an Labkräutern (Galium). An Lippenblütlern (Lamiaceae), auf denen man insbesondere die Adulten von Legnotus limbosus findet, sind sie bisher nicht nachgewiesen.

## Belege